# 斯義桂
斯義桂（1915年4月29日—1994年5月11日），男，祖籍浙江奉化，生於上海，中国男低音歌唱家、歌剧演员，中國藝術歌曲先驅。毕业于上海音樂學院。

## 生平
斯义桂祖籍浙江奉化县斯张村（今属岳林街道）。父亲斯礼遂是一名石匠，20世纪初从奉化前往上海。1915年，斯礼遂之子斯义桂生于上海。
1932年，仍是中学生的斯义桂参加了上海国立音乐专科学校举办的音乐补习班，在奉化籍教员应尚能的建议下决定学习声乐，考入国立音专后师从应尚能和苏联籍教授苏石林，毕业于声乐系后频繁为中国抗日战争义演，20世纪40年代初在重庆青木关国立音乐院任教。
斯義桂於1947年赴美，师从美国女中音伊迪斯·沃克和乌克兰裔美籍男低音亚历山大·基普尼斯，其足跡遍及美國、歐洲、亞洲，與許多重要的管弦樂團合作。1966年曾被菲律賓政府授與年度客座音樂家。1971年至1980年任教於伊士曼音樂學院擔任聲樂教授。

## 家庭
斯义桂之子斯端仑曾任奉化市副市长，女儿斯美绮曾任教于北京农业大学。

## 外部連結
- 斯義桂（页面存档备份，存于）於伊士曼音樂學院的網頁
- 斯義桂生平與重要錄音（页面存档备份，存于）
- 斯义桂的音乐人生[]